# Ndioum
Ndioum est une localité et une commune du nord du Sénégal. Elle fait partie de l'arrondissement de Gamadji Saré, du département de Podor et de la région de Saint-Louis.

## Histoire
Elle a été érigée en commune en 1990.

## Géographie
Ndioum est située à proximité du fleuve ou marigot de Doué, défluent du fleuve Sénégal  .

### Population
Lors du recensement de 2002, la population était de 12 407 habitants. 
En 2007, selon les estimations officielles, la ville compterait 15 546 personnes.